# Made in USA
Made in USA (с англ. — «Сделано в США») — маркировка продукции, указывающая на то, что страной — изготовителем данной продукции является США и означает, что изделие «всё или практически всё» сделано в США.
Маркировка регулируется Федеральной торговой комиссией (FTC) Соединённых Штатов Америки.

## Юридические требования
По законам США американское происхождение товаров должно быть указано только на автомобилях, текстиле, шерсти и меховых изделиях. Ни один закон не требует для большинства других товаров, продаваемых в США, маркировки Made in USA или указания информации о количестве содержащихся американских компонентов. Тем не менее производители и продавцы, которые хотят маркировать свою продукцию как Made in USA, должны соответствовать требованиям Федеральной торговой комиссии США.

## Assembled in USA (Собранные в США)
Товары, которые включают в себя иностранные компоненты, могут маркироваться как Assembled in USA («Собранные в США»), если их основная сборка происходит в США и сборка является «существенной». Сборка считается существенной, если «последняя существенная трансформация» товара была произведена в США. «Отвёрточная сборка» в США из иностранных компонентов в конце производственного процесса обычно не квалифицируется как «Собранные в США» товары.

## Соответствующее законодательство
Одежда, текстильные и шерстяные товары требуют маркировки Made in USA, если конечный продукт произведён в США из ткани, которая также произведена в США, независимо от того, где изготовлено исходное сырьё (например, пряжа или волокно). Текстильные изделия, которые импортируются, должны быть маркированы страной-изготовителем в соответствии с требованиями таможенной службы. Одежда, текстильные и шерстяные изделия, частично произведённые в США и частично изготовленные в другой стране, должны быть промаркированы так, чтобы показать как иностранные, так и отечественные компоненты, входящие в их состав.
Каталоги и другие рекламные материалы для заказа по почте одежды, текстильных и шерстяных изделий, в том числе и продаваемых через Интернет, должны указывать, что товар производится в США, импортируется или частично производится в США и частично - в другой стране.
Закон о маркировке меховых изделий требует, чтобы страны происхождения импортного меха указывались на всех этикетках и в рекламе.
Американский закон маркировки автомобилей требует, чтобы каждый автомобиль, изготовленный после 1 октября 1994 года, для продажи в США имел маркировку, указывающую, где автомобиль был собран, долю деталей, которые изготовлены в США и Канаде, Мексике и страну происхождения двигателя и коробки передач.
Для целей государственных закупок закон требует, чтобы продукт был изготовлен в США и из более чем 50 процентов компонентов производства США, чтобы считаться сделанным в США.
Закон предоставляет любому лицу (например, конкуренту), который пострадал от ложного указания страны происхождения, право подать в суд на сторону, сделавшую ложное утверждение.

## Таможенные мошенничества
Примеры мошеннических действий с импортными товарами включают в себя удаление необходимой маркировки с товара иностранного происхождения прежде, чем он будет доставлен конечному покупателю (с заменой или без замены на маркировку Made in USA) или отсутствие на этикетке продукта необходимой информации о стране происхождения.

## Спорные использования маркировки
Товары, произведённые в Американском Самоа (территория США), имеют право быть маркированы Made in USA, так как это Островная территория США. Однако эта территория до недавнего времени была освобождена от американского трудового законодательства о заработной плате, имела плохие условия труда и безопасности производства, там были случаи потогонной эксплуатации рабочей силы, импортированной из Южной и Восточной Азии. Северные Марианские острова, другая территория США в Тихом океане, которая была освобождена от американского трудового законодательства, до недавнего времени использование маркировки Made in USA на товарах, произведённых на этой территории, было также спорным. Кроме того, использование маркировки Made in USA является спорным, так как все островные территории США, за исключением Пуэрто-Рико, являются отдельными от США таможенными территориями, что делает юридически их продукцию импортом, когда она продаётся в Соединённых Штатах.